# Burmanniaceae
Las burmaniáceas en sentido estricto (nombre científico Burmanniaceae sensu stricto, es decir excluyendo a los géneros aquí ubicados en Thismiaceae) son una familia de plantas monocotiledóneas pequeñas y raras de las selvas tropicales, que como aquí circunscriptas son hierbas más bien pequeñas con rizoma, muchas veces sin clorofila (no fotosintetizan sino que son micoheterotróficas, es decir parásitas de hongos, salvo algunas Burmannia que son verdes y poseen pequeñas hojitas). Pueden ser reconocidas por sus flores de simetría radial, muchas veces más o menos azules, con un ovario ínfero que muchas veces es alado. Los tépalos externos son más largos que los internos y sólo hay 3 estambres, opuestos a los tépalos internos. Son principalmente tropicales, especialmente representadas en Sudamérica. La familia fue reconocida por sistemas de clasificación modernos como el sistema de clasificación APG III del 2009 y el APWeb (2001 en adelante), si bien su circunscripción varía entre los dos sistemas de clasificación, ya que APG III incluye a los géneros que el APWeb discrimina sobre la base de los análisis moleculares de ADN que definieron que la familia era monofilética si se excluía de ella a los géneros que ubica en la familia Thismiaceae (ver APWeb).

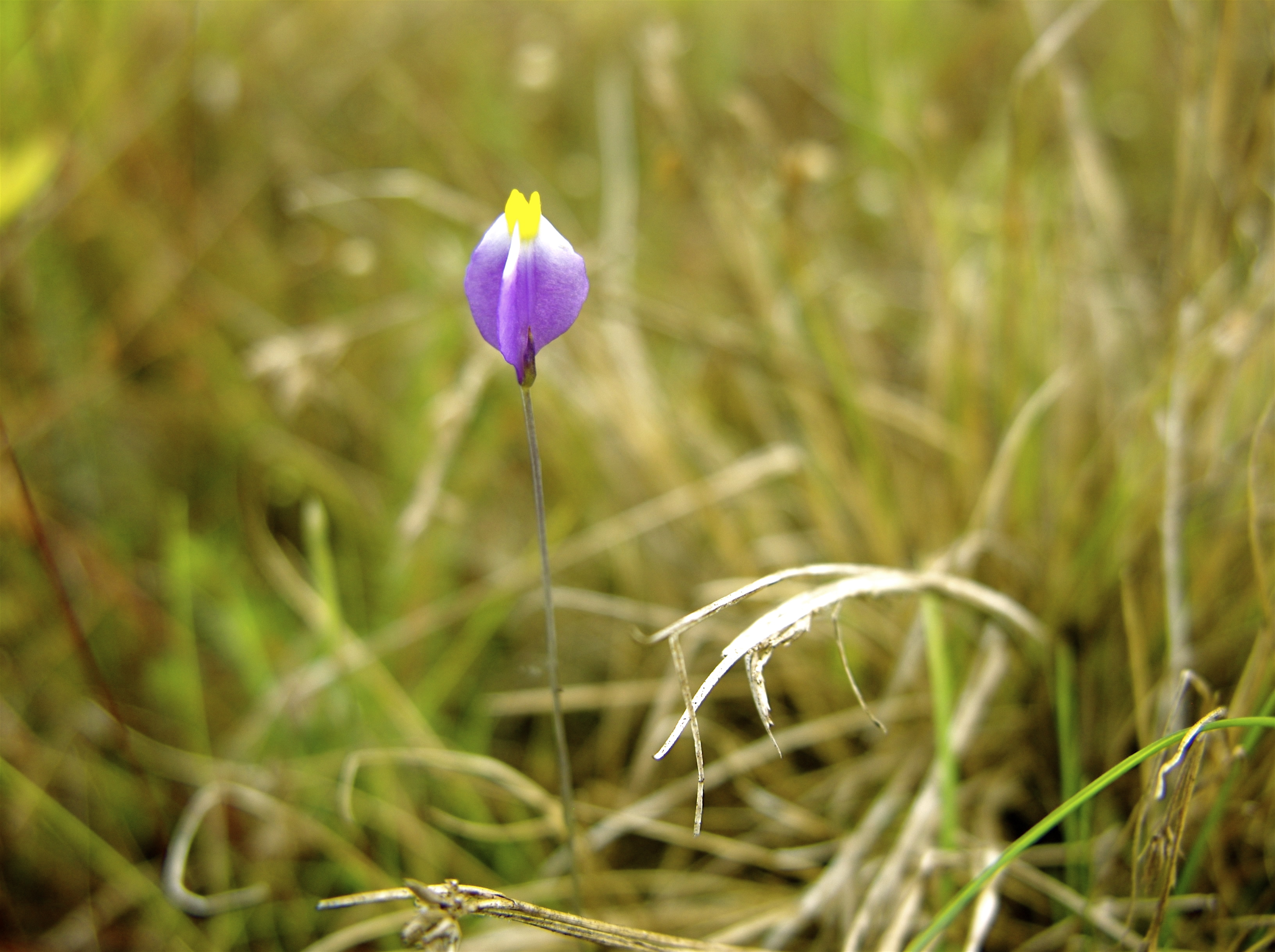
Flor de Burmannia bicolor.

## Descripción
Son hierbas mayormente saprófitas; rizoma mayormente presente, vertical, densamente cubierto de hojas escamiformes; plantas hermafroditas. Hojas alternas, simples, sésiles, enteras, a veces arrosetadas. Flores 1 a numerosas en una cima terminal, bracteada, laxa a comprimida, usualmente bifurcada; perianto simpétalo, usualmente actinomorfo, compuesto de una parte basal tubular y de 6 tépalos arreglados en 2 verticilos; tubo floral mayormente persistente, a veces provisto de alas o costillas longitudinales; estambres 3, anteras ditecas, introrsas, lóculos sobrepuestos y transversalmente dehiscentes, conectivo dilatado; estilo 3-ramificado en el ápice, ovario ínfero, 1-locular con placentación parietal a 3-locular con placentación axial, frecuentemente con nectarios en los septos, óvulos numerosos, anátropos. Fruto una cápsula, dehiscencia longitudinal o transversal por hendeduras o valvas; semillas numerosas, pequeñas, estrechamente fusiformes a subglobosas, sin arilo.

## Filogenia
Los estudios de Merckx et al. (2006) basados en datos nucleares y mitocondriales sugieren fuertemente que Burmanniaceae sensu stricto (como aquí definida) y Thismiaceae no forman un clado. Este estudio, con un muestreo exhaustivo de estos dos taxones (aunque sin "outgroup" a Dioscoreales), muestra relaciones de parentesco sustancialmente diferentes de las de Caddick et al. (2002a, 2002b). Las relaciones encontradas en el árbol de Caddick et al. (2002a) fueron dominadas por los datos del cloroplasto, pero como estos dos taxones son principalmente micoheterotróficos, tienen secuencias en los plástidos muy divergentes. Por eso estos taxones micoheterotróficos han causado problemas. Geomitra (Thismiaceae), apareció sin ninguna duda junto con algunas Burmanniaceae en algunos análisis (Caddick et al. 2002a), mientras que en análisis del genoma mitocondrial los miembros de Burmanniaceae sensu lato (es decir, incluyendo a Thismiaceae) aparecían en dos órdenes diferentes (G. Petersen et al. 2006b).

## Taxonomía
La familia fue reconocida por el APG III (2009), el Linear APG III (2009) le asignó el número de familia 45. La familia ya había sido reconocida por el APG II (2003).
Como aquí circunscripta, los géneros más representados son Burmannia (con 90 especies) y Gymnosiphon (con 30 especies).
Los géneros (excluidos los pertenecientes a Thismiaceae), conjuntamente con su publicación válida, distribución y número de especies se listan a continuación (Royal Botanic Gardens, Kew):
- Apteria Nutt., J. Acad. Nat. Sci. Philadelphia 7: 64 (1834). América tropical y subtropical.
- Burmannia L., Sp. Pl.: 287 (1753). Tropical y subtropical.
- Campylosiphon Benth., Hooker's Icon. Pl. 14: t. 1384 (1882). América subtropical.
- Cymbocarpa Miers, Proc. Linn. Soc. London 1: 61 (1840). América tropical.
- Dictyostega Miers, Proc. Linn. Soc. London 1: 61 (1840). América tropical.
- Gymnosiphon Blume, Enum. Pl. Javae 1: 29 (1827). Tropical.
- Hexapterella Urb., Symb. Antill. 3: 451 (1903). Colombia a Trinidad y N. Brasil.
- Marthella Urb., Symb. Antill. 3: 440 (1903). Trinidad.
- Miersiella Urb., Symb. Antill. 3: 439 (1903). América subtropical.

Los géneros incluidos en kew pero no en el APWeb:
- Desmogymnosiphon Guinea, Ensayo Geobot. Guin. Continent. Espan.: 264 (1946). Oeste y Centro de África tropical.
- Geomitra Becc., Malesia 1: 250 (1878). Oeste de Malasia.
- Scaphiophora Schltr., Notizbl. Bot. Gart. Berlin-Dahlem 8: 39 (1921). Filipinas, Nueva Guinea.

Los géneros que según APG III (2009) y APG II (2003) pertenecían a Burmanniaceae y fueron reubicados en Thismiaceae por el APWeb son:
- Afrothismia Schltr., Bot. Jahrb. Syst. 38: 138 (1906). Oeste-centro y este de África tropical.
- Haplothismia Airy Shaw, Kew Bull. 7: 277 (1952). Sur de India.
- Oxygyne Schltr., Bot. Jahrb. Syst. 38: 140 (1906). Camerún, Sur de Japón a Nansei-shoto.
- Thismia Griff., Proc. Linn. Soc. London 1: 221 (1845). Asia tropical a Japón, E. y SE. de Australia a Nueva Zelanda, Norte-centro de U.S.A., Costa Rica a América subtropical.

Además se encontró una nueva especie en el Amazonas a la que se dio el nombre de género:
- Tiputinia

Que se ubicaría en las thismiáceas.
Burmanniaceae fue descrita por Carl Ludwig Blume y publicado en Enumeratio Plantarum Javae 27. 1827. El género tipo es: Burmannia L. 